# 吉原由香里
吉原 由香里（よしはら ゆかり、結婚前の実名は 梅沢 由香里、うめざわ ゆかり、1973年10月4日 - ）は、日本棋院所属の囲碁の女流棋士である。芸能事務所アイント所属。
2002年（平成14年）結婚後も日本棋院への登録名は旧姓のままだったが、2011年（平成23年）4月1日に変更。

## 経歴
- 1985年 12歳で全日本女流アマチュア囲碁選手権大会8位
- 1987年 加藤正夫九段に入門、2月に日本棋院の院生となる。
- 1993年8月 全日本学生本因坊戦3位
- 1994年5月 全日本アマチュア本因坊戦東京都大会優勝（初の女性優勝）
- 1994年11月 第5回国際囲碁アマチュア・ペア囲碁選手権大会で、坂井秀至とのペアで優勝
- 1995年3月 全日本女流アマチュア囲碁選手権大会3位
- 1995年12月 女流棋士特別採用試験（プロ試験）合格
- 1996年3月 慶應義塾大学環境情報学部卒業
- 1996年4月 入段
- 1998年7月 二段
- 1999年8月 三段
  - 消防庁の危険物安全週間（6月第2週）キャンペーンポスター「危険物 一手先読む 確かな点検」に起用される。
- 2000年6月 四段
- 2002年1月 プロサッカー選手の吉原慎也と結婚。
- 2002年9月 五段
- 2002年 第4期女流最強戦準優勝
- 2003年 第24期女流鶴聖戦準優勝
- 2004年 第22回テレビ囲碁番組制作者会賞受賞
- 2005年5月 国際囲碁連盟理事就任
- 2007年2月 第10期女流棋聖戦でタイトル挑戦手合に進出し、万波佳奈女流棋聖に2勝1敗で勝ち越し、初タイトルとなる女流棋聖を獲得。
- 2007年4月 東邦大学理学部情報科学科客員教授に就任。
- 2008年2月 第11期女流棋聖戦挑戦手合で向井千瑛二段に2勝0敗で勝ち越し、女流棋聖を初防衛。
- 2009年2月 第12期女流棋聖戦挑戦手合で加藤啓子女流最強位に2勝1敗で勝ち越し、女流棋聖を3連覇。
- 2009年6月24日 「梅沢由香里流　SUZUKI囲碁講座」が開設。
- 2010年1月 女流棋聖戦で、挑戦者謝依旻女流本因坊・女流名人に0勝2敗で失冠。ペア碁選手権戦で高尾紳路とのペアで優勝。
- 2010年4月14日 - 7月14日 慶應義塾大学総合政策学部・環境情報学部非常勤講師（「囲碁」担当）
- 2010年7月 第29期女流本因坊戦で、挑戦者決定戦に進出。
- 2011年1月 第14期女流棋聖戦でタイトル挑戦手合に進出。謝依旻女流三冠に0-2で奪還ならず。
- 2011年3月 第1子（長男）を出産
- 2011年4月 棋士名を婚姻後の本名である吉原由香里に改める。
- 2011年12月 第15期女流棋聖戦挑戦者決定戦進出。
- 2013年2月 六段に昇段 (勝数規定)
- 2016年2月 第19期女流棋聖戦のタイトル挑戦手合に進出し、謝依旻女流棋聖に0-2で戴冠ならず。
- 2023年　第41回日本囲碁ジャーナリストクラブ賞を受賞。
- 2024年4月 日本棋院が新たに創設した公式戦、日本女子囲碁リーグのチームセンコーグループ監督に就任。
- 2024年7月 日本棋院理事となる。また囲碁殿堂表彰委員会委員[2]。

## 人物
東京都立川市出身。共立女子第二中学校・高等学校を経て、慶應義塾大学環境情報学部卒業。
加藤正夫名誉王座門下であり、手厚い棋風で知られる。また、集英社発行誌『週刊少年ジャンプ』で連載された漫画『ヒカルの碁』を監修するなど、囲碁の普及活動を行っている。囲碁に関するテレビ番組出演も多いほか、NHK大河ドラマ『篤姫』でも囲碁指導を行った。

### 来歴
囲碁との出会いは小学校一年生の時。父が子どもの日に、「お父さんと一緒に始めよう」と碁盤をプレゼントしてくれたのがきっかけだった。14歳の時、自分にはこの道しかないと悟り、大学4年の12月に女流棋士特別採用試験（プロ試験）に合格する。
22歳でプロ入りした後、NHK杯トーナメントの司会を2年間務めたことで、注目を浴びた。
2002年（平成14年）女流最強戦での準優勝、2003年（平成15年）にはこの年で最後の開催となった女流鶴聖戦で準優勝とタイトルに手が届きそうで届かない状況が続いたが、2007年（平成19年）には女流棋聖のタイトルを獲得した（以後3連覇）。
2007年7月の時点では、女流棋士の中で、対男性の勝率が第1位（116勝98敗、勝率.542）。男性棋士に勝ち越している女流棋士3人のうちの1人であった。
2011年（平成23年）4月1日より、棋士名を、婚姻後の本名である「吉原由香里」に変更。

### 私生活
2002年（平成14年）、サッカー選手（ゴールキーパー）の吉原慎也と結婚。
2010年（平成22年）10月4日、妊娠中であることを自身のブログで公表。これに伴い、同年11月開催の中国・広州アジア大会への日本代表出場を辞退した。翌2011年（平成23年）2月10日、産休前の最後の手合い、第37期名人戦予選Cで井上国夫八段に白番中押し勝ち。同年3月に第1子（長男）を出産。

## 獲得タイトル
- 女流棋聖 (第10期・第11期・第12期)

※3連覇

## 著作
- 『あなたも夢中!レディース囲碁—なによりやさしくだれにでもわかる囲碁入門書の決定版 生活実用シリーズ』 日本放送出版協会 1999年 （穂坂繭、小林泉美と共著）
- 『みんなの囲碁入門—よくわかるすぐ打てる』 池田書店 2000年
- 『梅沢由香里流すぐに打てる9路盤 NHK囲碁シリーズ』 日本放送出版協会 2000年
- 『ゆかり先生のやさしい囲碁入門—一日ですぐにおぼえられるよ!』 主婦と生活社 2002年
- 『1から始める梅沢由香里の碁 NHK趣味悠々』 日本放送出版協会 2004年
- 『ヨセと手筋』　河出書房新社　2006年
- 『梅沢由香里の石の捨て方入門』　毎日コミュニケーションズ　2007年
- 『プレッシャーに負けない （YA心の友だちシリーズ） 』　PHP研究所　2008年

## 共著
- 王唯任; 万波佳奈 (2011-10). 囲碁ビギナーズ 13路盤で最速上達. NHK囲碁. NHK出版. ISBN 978-4140161944
- 王唯任; 万波佳奈 (2012-4). 19路盤は怖くない 悩み解消!12のポイント. 囲碁人文庫. マイナビ. ISBN 978-4839942748
- 王唯任 (2015-7). 囲碁手筋 基本のキ. 囲碁人ブックス. マイナビ. ISBN 978-4839955076

## ゲームソフト
- 梅沢由香里の対局囲碁 平成棋院 2（プレイステーション用）　1998年
- 梅沢由香里の対局囲碁 平成棋院 3（Windows用）　2001年
- SuperLiteGOLDシリーズ みんなの囲碁（プレイステーション用）　2001年
- 梅沢由香里の囲碁セミナー（Xbox用）　2002年
- 梅沢由香里のやさしい囲碁（ニンテンドーDS用・PSP用）　2008年

## TV
- 1996年4月 NHK教育テレビ「囲碁の時間」司会兼聞き手
- 1998年2月 NHK教育テレビ「あなたも夢中レディース囲碁」
- 1998年4月 NHK教育テレビ「囲碁の時間」囲碁講座「レッツ碁」
- 1998年10月 NHK教育テレビ「囲碁の時間」囲碁講座「続 レッツ碁」
- 2001年10月 テレビ東京 「ヒカルの碁」 梅沢由香里のGOGO囲碁
- 2002年7月29日 - 8月2日 NHK教育テレビ「こども囲碁入門　9路盤にチャレンジ！！」
- 2003年1月1日 - 1月4日 NHK教育テレビ「こども囲碁入門　9路盤にチャレンジ2・作戦編」
- 2004年4月7日 - 6月30日 NHK教育テレビ「1から始める梅沢由香里の碁」
- 2012年4月-6月 NHK Eテレ（教育）「囲碁フォーカス」囲碁講座講師
- 2015年8月4-7日 NHK Eテレ（教育）「楽しく打とう！囲碁ビギナーズ」囲碁講座講師[12]
- 2019年1月 - 囲碁・将棋チャンネル「記憶の一局」司会・聞き手役

## CM
- 1998年1月 東京海上火災保険（現・東京海上日動火災保険）「企業」
- 2009年5月 スズキ　スズキ・アルト「アルトなひと（梅沢由香里）」篇
- 2009年12月 同「かしこくステキな女性達」篇（陶芸家・岡崎裕子、書家・紫舟と共演）
- 2010年9月 同「かしこく、ステキ。広がる」篇

## ラジオ
- 2008年11月3日 - 6日 J-WAVE「Wake Up Tokyo」 中の「Weider Power Your Morning」[13]
- 2009年3月11日 - 25日 文化放送デジタルラジオ「美人のモト」[14]